# 二重指数関数型数値積分公式
二重指数関数型数値積分公式（にじゅうしすうかんすうがたすうちせきぶんこうしき、英: double exponential formula, 略してDE公式）とは変数変換に基づく数値積分の公式の一つである。この公式は森正武、高橋秀俊によって提案された。変換後の被積分関数が端点で二重指数関数的に減衰することが特徴である。数値積分の効率性の観点で、この公式がいろいろな点で使いやすく、非常に応用が利くと言われている。また、この公式は変換前の被積分関数が端点で特異性を持つときにも有効である。ただし、被積分関数によって適用できない場合があるので注意が必要である。

## 具体例
以下、いろいろな積分と、それに対応する二重指数関数型の変換を示す(森 (1998))。
{\displaystyle \int _{-1}^{1}f(x)dx\Rightarrow x=\tanh \left(\displaystyle {\frac {\pi }{2}}\sinh {t}\right)}
{\displaystyle \int _{0}^{\infty }f(x)dx\Rightarrow x=\exp \left(\displaystyle {\frac {\pi }{2}}\sinh {t}\right)}
{\displaystyle \int _{0}^{\infty }f_{1}(x)\exp(-x)dx\Rightarrow x=\exp \left(t-\exp(-t)\right)}
{\displaystyle \int _{-\infty }^{\infty }f(x)dx\Rightarrow x=\sinh \left(\displaystyle {\frac {\pi }{2}}\sinh {t}\right)}

## 台形公式への適用例
積分
{\displaystyle I=\int _{-1}^{1}f(x)dx}
の場合、変数変換
{\displaystyle x=\phi (t)=\tanh \left(\displaystyle {\frac {\pi }{2}}\sinh {t}\right)}
によって積分は次のような形になる。
{\displaystyle I=\int _{-\infty }^{\infty }f(\phi (t))\phi '(t)dt}
これに、きざみ幅が等間隔{\displaystyle h}である台形公式を適用すると、
{\displaystyle I_{h}=h\sum _{k=-\infty }^{\infty }f(\phi (kh))\phi '(kh)}
を得る。さらに、この和を有限項までで打ち切ると、以下の数値積分公式が得られる：
{\displaystyle I_{h}^{(N)}=\displaystyle {\frac {\pi }{2}}h\sum _{k=-N_{-}}^{N_{+}}f{\Bigl (}\tanh \left(\displaystyle {\frac {\pi }{2}}\sinh {(kh)}\right){\Bigr )}{\dfrac {\cosh {(kh)}}{\cosh ^{2}\left(\displaystyle {\frac {\pi }{2}}\sinh {(kh)}\right)}},N=N_{-}+N_{+}+1}。
ここで、{\displaystyle N}は被積分関数{\displaystyle f(x)}の関数値を評価する回数である。{\displaystyle N_{-}}と{\displaystyle N_{+}}は、離散化誤差({\displaystyle \Delta I=I-I_{h}})と打ち切り誤差({\displaystyle \varepsilon =I_{h}-I_{h}^{(N)}})がほぼ等しくなるように決める。

## 特殊関数への応用
二重指数関数型積分公式は、ガンマ関数や変形ベッセル関数、行列値関数などの特殊関数の高精度計算・精度保証付き数値計算に応用されている。